# Isabelle Falconnier

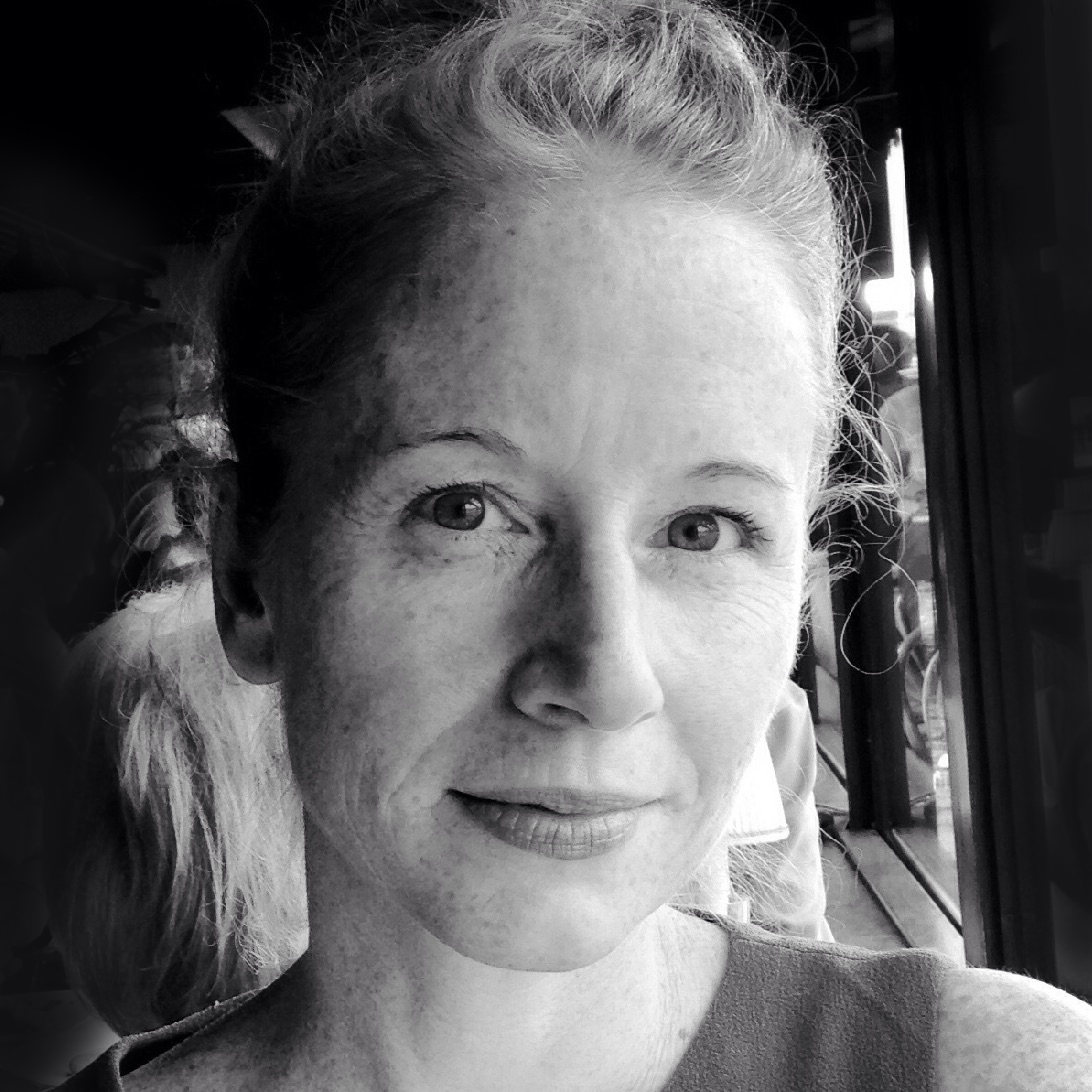
Isabelle Falconnier

Isabelle Falconnier (* 19. Oktober 1970 in Vevey) ist eine Schweizer Journalistin und Literaturkritikerin. 

## Leben
Isabelle Falconnier studierte Literatur an der Universität Lausanne, bevor sie sich dem Printjournalismus zuwandte. Sie war Kolumnistin für die Zeitschrift L’Hebdo und dann für das französische Medium Bon pour la tête tätig. Von 2011 bis 2018 war sie Präsidentin des Salon du livre et de la presse de Genève. Sie ist Beauftragte für Literatur der Stadt Lausanne und war Redaktions- und Mediendirektorin für die Organisation der Fête des Vignerons 2019. 
Aus ihrer ersten Ehe mit dem Journalisten und späteren Schweizer Nationalrat Fathi Derder hat sie zwei Kinder, die 1996 und 1999 geboren wurden. Im Jahr 2009 heiratete Falconnier Christophe Passer, den stellvertretenden Chefredakteur von Le Matin Dimanche.

## Ehrungen
- Chevalière de l’ordre des Arts et des Lettres[2] (2015)